# Kurd Alsleben
Kurd Alsleben (* 14. Juni 1928 in Königsberg in der Neumark; † 8. November 2019 in Hamburg) war ein intermediärer Künstler und Hochschullehrer.

## Künstlerischer Werdegang
Alsleben absolvierte ein Studium der freien Kunst in Karlsruhe bei Otto Laible an der Staatlichen Akademie der Bildenden Künste. Ab 1956 arbeitete er zusammen mit Eberhard Schnelle bei der Entwicklung sogenannter Bürolandschaften, sowie ab 1960 mit Cord Passow (freie Computerzeichnungen als wechselseitiger Verkehr am Analogrechner im Hamburger DESY), später mit Helmar Frank und Abraham Moles zusammen.
1965 wurde er unter Tomás Maldonado Lehrbeauftragter für Strukturtheorie und Schaltalgebra an der Hochschule für Gestaltung Ulm. Seit 1970 war er Professor an der Hochschule für bildende Künste Hamburg mit Gründung der Interdisziplinären Computerei der HFBK Hamburg (1985). 1989 veranstaltete er zusammen mit Antje Eske die Künstlerkonferenz zur Förderung und Einschätzung interaktiv-dialogischer Computerkünste (KükoCokü). Teilnehmer waren u. a.: Klaus Brunnstein, Volker Einrauch, Karl Gerstner, Franz Winzentsen und Justus Woydt.
Alsleben war verheiratet mit Antje Eske.

## Katalog
- Wulf Herzogenrath und Barbara Nierhoff (Hrsg.): Mutualité. Kurd Alsleben und Antje Eske. Von der Computerzeichnung zur Netzkunstaffaire. Kunsthalle Bremen, 2006.